# Anillo de castidad

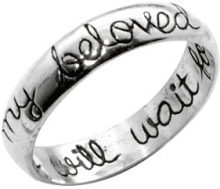
Anillo de castidad.

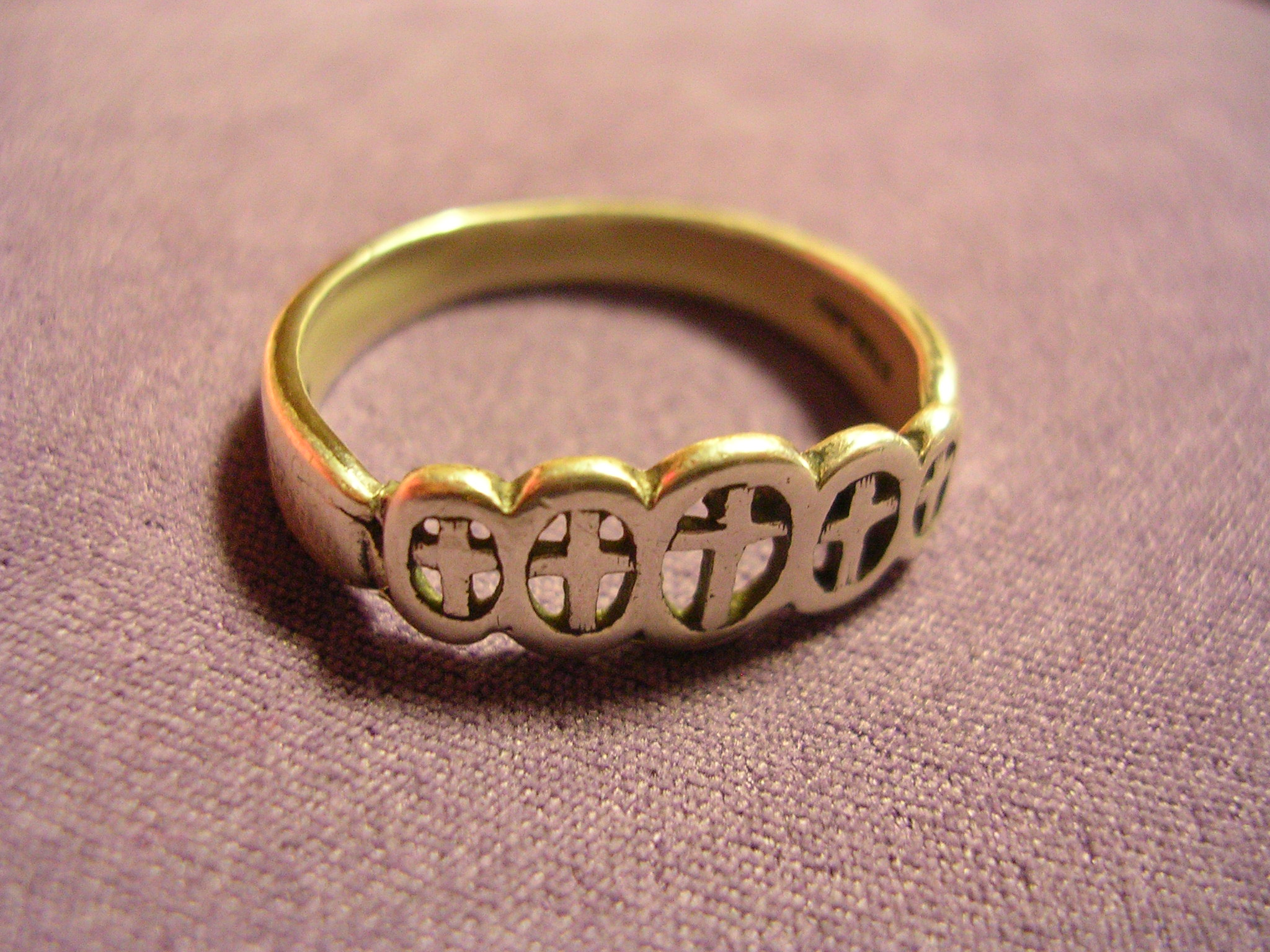
Anillo de castidad.

Los anillos de castidad (también llamados anillos de pureza, anillos de promesa, "anillos de decencia", "anillos de recato", "anillos de pudibundez" o anillos de abstinencia) se originaron durante los años '90.

## Historia
En la década de 1990, en Estados Unidos, organizaciones  cristianas evangélicas que promueven  pactos de pureza y virginidad antes del matrimonio, como True Love Waits y Silver Ring Thing usan el anillo de pureza como símbolo de compromiso.

## Funciones
En términos generales, los anillos de castidad poseen tres funciones. Suelen servir de recordatorio del voto de celibato o pureza sexual hasta el matrimonio. Algunas parejas simbólicamente reemplazan sus anillos de pureza por el anillo de bodas.  Es también un símbolo del voto que se ha hecho con Dios para tener abstinencia y pureza sexual.[cita requerida] Además, un símbolo social, que indica el compromiso de mantenerse célibe hasta el matrimonio. Esto puede ayudar a evitar situaciones comprometedoras durante el noviazgo.

## Tipos
Hay varios tipos de anillos de pureza, los más frecuentes se pueden agrupar en tres tipos: bandas grabadas que son el estilo más popular de los anillos de castidad y suelen llevar grabadas frases como True love waits, Purity o Jesús; símbolos como una cruz, una rosa, espinas o una paloma, también los hay con piedras preciosas.

## Distribución

### Anillos de castidad en el Reino Unido
Los anillos de castidad llegaron al Reino Unido en 2004 como resultado del creciente interés que suscitó el documental American Virgins ("Vírgenes americanas").[cita requerida]
El 25 de junio de 2004 en Claygate, en el condado de Surrey, al sur de Londres se realizó un evento relacionado con los anillos de castidad.

### Anillos de castidad en Polonia
La Iglesia católica de Polonia también vende anillos de castidad en el santuario de la Bendita Karolina Kózca, en Tarnów, al sur del país. El anillo es de plata y está adornado con una azucena.
Sin embargo, existen críticas a esta iniciativa, indicando que no pasará de ser una mera moda.

### Anillo de castidad en Rumania
El equipo del Reino Unido del anillo de castidad trabajó con el Centrul Crestin Brasov, una iglesia en Brasov (Rumanía) llevando el programa de los anillos de castidad a los jóvenes de esa ciudad.
Algunos miembros del equipo británico entrenaron a una docena de líderes en dicho centro y también estuvieron cuatro días desarrollando el proyecto en esa ciudad.
Los periódicos locales realizaron artículos sobre dicho programa, debido a que en dicho país no se suele hablar mucho de sexo.

### Anillos de castidad en Brasil
En Brasil, el programa Silver Ring Thing ha tomado el nombre de Anel de Prata. El lanzamiento oficial en Brasil ocurrió en mayo de 2008, en el Tribal Generation, un evento realizado en la ciudad de Ubêrlandia. Hubo tres encuentros, uno en Vila Velha (el día 19), otro en Vitória (el 20) y otro en Serra (el 21).
Gerson Freire, uno de los pastores de la Iglesia Presbiteriana Buritis en Belo Horizonte fue llamado a ser el líder del movimiento en aquel país.

### Anillos de castidad en Sudáfrica
La visión de llevar el programa Silver Ring Thing a Sudáfrica la tuvo Martin Deacon, director de Turn to Tide, en agosto de 2004, cuando vio un documental sobre el SRT en la BBC.
Denny Pattyn aceptó una invitación de Turn the Tide para realizar una breve visita a Sudáfrica en septiembre de 2004. Durante tal visita, se decidió lanzar el programa SRT South Africa en 2005 y se unieron varias iglesias así como hombres de negocios.
Unos 8000 fueron al lanzamiento en febrero de 2005 en Johannesburgo y unos 3000 obtuvieron el anillo.[cita requerida]
Durante una gira de siete días a Whiteriver, en Mpumalanga, en mayo de 2005, 45 hombres de negocios de Nelspruit se comprometieron dar 10000R cada uno para ayudar a que el programa llegara a 45 escuelas de la zona.
SRT South Africa tuvo su primera gira nacional en junio de 2005, visitando 15 ciudades en 52 días. Esto fue seguido por una gira por Kwa-Zulu Natal en septiembre de 2005, llegando a nueve ciudades en 21 días.
El 27 de octubre de 2005 tuvo lugar el mayor show de la historia de SRT en Vanderbijlpark, con 6000 estudiantes de secundaria escuchando y respondiendo al mensaje de abstinencia.

### Uso del anillo de castidad entre los famosos
El anillo de castidad se hizo conocido a raíz de su uso por adolescentes famosos como los Jonas Brothers, Miley Cyrus, Demi Lovato (lleva un collar en vez de un anillo), Selena Gomez, Nathan Kress o Jordin Sparks.

## Silver Ring Thing
Silver Ring Thing es un programa de abstinencia sexual que anima a los jóvenes a mantenerse célibes hasta el matrimonio. Basado en la teología cristiana, SRT utilizaba eventos con conciertos de rock en un intento de atraer a los jóvenes del siglo XXI. Durante la reunión, los participantes se comprometen a un voto de abstinencia sexual hasta el matrimonio mediante la compra de anillos. Poco antes del final del evento, reciben sus anillos de plata con inscripciones bíblicas, que son llevados en el dedo anular de la mano izquierda. El versículo pertenece a Tesalonicenses 4:3-4 que dice: La voluntad de Dios es que sean santos, que se abstengan del pecado carnal, que cada uno sepa usar de su cuerpo con santidad y respeto.
Los anillos son símbolos de su voto, un recordatorio de su decisión de permanecer célibes. También indican que están orgullos de su celibato. Después de ponerse los anillos, dan su voto de permanecer célibes.

## Controversias
En 2007, una joven británica de 16 años, Lydia Playfoot, de Horsham, Sussex del Oeste, llevó un caso a la High Court of Justice alegando que su escuela había violado sus derechos del artículo nueve (Libertad de Pensamiento, Conciencia y Religión) y catorce (Prohibición de la Discriminación) de la Convención Europea de Derechos Humanos, que se incorporó a la Ley del Reino Unido por el Acta de Derechos Humanos.
A mediados de 2006, la escuela dijo a Playfoot y a varias chicas que no llevarán el anillo de castidad ya que rompía las reglas de uniforme de la escuela puesto que no lo consideraban un símbolo religioso.
Más tarde se supo que los padres de la adolescente estaban directamente relacionados con la rama en el Reino Unido del Silver Ring Thing, poniendo en duda si la adolescente llevaba el anillo porque quería o por obligación de sus padres. La madre, Heather Playfoot, era la secretaria de la compañía del Silver Ring Thing en el Reino Unido y su padre y pastor de la Iglesia Kings en Horsham, era el director del programa de padres de la compañía. Andy Robinson, Robinson, un antiguo director de ventas para una compañía internacional de software, pastor en la iglesia Kinas (Horsham) y promotor oficial, distribuidor y director gerente de Silver Ring Thing en el Reino Unido ha sido identificado como el autor de un comunicado de prensa emitido en el nombre de la señora Playsfoot después de la audiencia de la Corte Suprema.
El 16 de julio de 2007 la Corte Suprema falló en contra de la chica, indicando que no se habían violado sus derechos y el padre tuvo que pagar 12000 libras para los costes de la escuela aunque la acción se había iniciado en el nombre de la adolescente. El caso fue financiado con donaciones individuales obtenidas a través del grupo Christian Concern For Our Nation. La adolescente ha abandonado esa escuela y ha empezado a asistir a una universidad local.
La chica cuenta con un grupo de apoyo en Facebook.
Existe un episodio de la serie de televisión norteamericana South Park Temporada 13 Capítulo 1 que involucra a los anillos de pureza, haciendo referencia a los mismos de parte de los Jonas Brothers.
La idea original la tuvo el pastor Danny Patton, quien estaba "preocupado por la sexualidad de sus hijas y por la decadencia moral estadounidense".
Los anillos son vendidos a adolescentes, o a los padres por lo que los anillos son regalados a los adolescentes.

David Bario, un reportero del Chicago Tribune, del Rutland Herald y de varios periódicos más escribió:

Bajo la administración Bush, las organizaciones que promueven la abstinencia y animan a los jóvenes a firmas promesas de virginidad o a llevar anillos de castidad han recibido ayuda federal. El Silver Ring Thing, una subsidiaria de la Iglesia Evangélica de Pensilvania, ha recibido más de un millón de dólares del gobierno para promover la abstinencia y para vender sus anillos en los Estados Unidos y en el extranjero.

La Unión Estadounidense por las Libertades Civiles (UELC) elevó cargos contra la decisión, porque el programa del Anillo de Plata no garantizaba su secularidad y por lo tanto no era elegible para financiamiento federal debido a la Cláusula de Establecimiento de la Primera Enmienda. El acuerdo entre la UELC y el Departamento de Salud y Servicios Humanos de los Estados Unidos indica que toda nueva solicitud similar al Silver Ring Thing debe ser comunicada a la UELC y revisada minuciosamente la separación entre iglesia y estado.

## Otros objetos
El Anillo de castidad muchas veces ha sido reemplazado por collares o pulseras u otro objeto parecido, según muchos este tiene el mismo significado que el anillo de pureza. Ejemplo: Demi Lovato porta un collar en vez de anillo de castidad, pero ambos tienen el mismo significado. El anillo de pureza es especial que significa mantenerte virgen hasta el matrimonio.